# Teritituni
Teritituni (em hitita: Te-ri-it-ti-tu-u-ni-iš) foi um dos deuses do panteão de Haiassa, um reino formado no planalto Armênio, cujo nome foi registrado em documentos hititas. G. Kapantsyan e G. Djahukian propuseram que o início de seu nome originou-se na raiz indo-europeia *trei-, "três". Por sua vez V. Toporov propôs que possa ter sido um dos deuses que serviram de inspiração a Vaagênio, um dos principais deuses do panteão armênio. Segundo Armen Petrosyan, o nome de Teritituni configura-se como uma reminiscência de teônimos gregos como Tritão (Tριτων, Tritōn), Titono (Tίθονός, Títhonós), Tício (Tιτυός, Tityós) e Titãs (Tιτᾶνες, Titānes).